# Astomaspis metathoracica
Astomaspis metathoracica là một loài tò vò trong họ Ichneumonidae.